# 駿騰集團
駿騰集團（德語：GP Günter Papenburg）是一個總部位於德國漢諾威的企業集團，由Günter Papenburg於1963年創立。集團業務涵蓋建築、原材料、原材料輸送、水泥製品、建築機械以及廢料處理。